# Georg Totschnig
Georg Totschnig (Kaltenbach, 25 mei 1971) is een voormalig Oostenrijks wielrenner. Ook zijn jongere broer Harald Totschnig was wielrenner.

## Carrière
De in Kaltenbach geboren Totschnig werd beroepswielrenner in 1994 bij het Italiaanse Polti, waar hij zich meteen ontpopte als een getalenteerd ronderenner: in zijn debuut in de Ronde van Italië werd hij meteen dertiende. Een jaar daarop werd hij negende in de Giro en nog een jaar later zesde in de Ronde van Spanje. Totschnig verruilde vervolgens zijn ploeg voor het Team Deutsche Telekom. In dat jaar, 1997, boekte hij eindelijk zijn eerste zeges als prof: hij won een etappe in de Ronde van Castilië en León en werd kampioen van Oostenrijk in zowel de weg- als de tijdrit. Totschnig bleef echter vooral ereplaatsen rijden: zo werd hij twee keer tweede in de Midi Libre, tweede en vijfde in de Ronde van Catalonië en tweede in de Ronde van Oostenrijk, die hij uiteindelijk in 2000 wist te winnen.
Totschnig stapte vervolgens in 2001 over naar Team Gerolsteiner. Voor zijn nieuwe team werd hij nog diverse malen Oostenrijks kampioen, werd vierde en vijfde in de Ronde van Zwitserland (waarin hij in 2004 een etappe won), vijfde en zevende in de Ronde van Italië en twaalfde in de Ronde van Frankrijk van 2003. Het volgende seizoen richtte hij zich volledig op de Tour, wat hem uiteindelijk een zevende plaats opleverde. Totschnig behoort hiermee tot het selecte gezelschap van renners die in alle drie de grote rondes in de top tien zijn geëindigd. In de Tour van 2005 moest Totschnig het leiderschap binnen de ploeg afstaan aan Levi Leipheimer, maar hij won wel een zware etappe in de Pyreneeën. Hiermee werd hij de eerste Oostenrijker sinds Max Bulla in 1931 die een Touretappe won. In Oostenrijk werd hij hierop uitgeroepen tot sportman van het jaar.
Na het seizoen 2006 stopte Totschnig met professioneel wielrennen. In 2013 en 2014 was hij ploegleider van Tirol Cycling Team.

## Belangrijkste overwinningen
1993
- Uniqa Classic
- Eindklassement Ronde van Oostenrijk

1996
- Oostenrijks kampioenschap tijdrijden, Elite

1997
- Oostenrijks kampioenschap op de weg, Elite
- Oostenrijks kampioenschap tijdrijden, Elite
- etappe in de Ronde van Castilië en León

2000
- Eindklassement Ronde van Oostenrijk

2001
- Oostenrijks kampioenschap tijdrijden, Elite

2002
- Oostenrijks kampioenschap tijdrijden, Elite

2003
- Oostenrijks kampioenschap op de weg, Elite

2004
- 7e etappe Ronde van Zwitserland
- Oostenrijks kampioenschap tijdrijden, Elite

2005
- 14e etappe Ronde van Frankrijk

## Resultaten in voornaamste wedstrijden
| Jaar | Ronde van Italië | Ronde van Frankrijk | Ronde van Spanje |
| ---- | ---------------- | ------------------- | ---------------- |
| 1994 | 13e              |                     |                  |
| 1995 | 9e               | 37e                 |                  |
| 1996 | opgave           |                     | 6e               |
| 1997 |                  | 34e                 |                  |
| 1998 |                  | 27e                 | 71e              |
| 1999 |                  | 20e                 |                  |
| 2000 |                  |                     |                  |
| 2002 | 7e               |                     |                  |
| 2003 | 5e               | 12e                 |                  |
| 2004 |                  | 7e                  |                  |
| 2005 |                  | 26e (1)             |                  |
| 2006 |                  | 46e                 |                  |

| Jaar | Milaan-San Remo | Luik-Bast.‑Luik | Ronde van Lombardije | Waalse Pijl | Clásica San Sebastián |  | WK op de weg |  | Wereldranglijsten |
| ---- | --------------- | --------------- | -------------------- | ----------- | --------------------- |  | ------------ |  | ----------------- |
| 1994 |                 |                 |                      | 30e         | 76e                   |  |              |  |                   |
| 1995 |                 | 67e             |                      | 34e         | 102e                  |  |              |  |                   |
| 1996 |                 | 32e             |                      | 75e         | 180e                  |  | 43e          |  |                   |
| 1997 |                 | 108e            |                      | 36e         | 31e                   |  |              |  |                   |
| 1998 |                 | 84e             |                      | 44e         |                       |  |              |  |                   |
| 1999 |                 |                 |                      |             | 52e                   |  | 46e          |  |                   |
| 2000 |                 |                 |                      |             | 90e                   |  |              |  |                   |
| 2002 | 101e            |                 | 63e                  |             | 68e                   |  | 123e         |  |                   |
| 2003 |                 |                 |                      |             | 37e                   |  |              |  |                   |
| 2004 |                 | 80e             |                      | 46e         | 7e                    |  |              |  |                   |
| 2005 |                 |                 |                      |             |                       |  |              |  | 60e (UPT)         |
| 2006 |                 |                 | 57e                  |             |                       |  | 65e          |  |                   |

Wielerploegen van Georg Totschnig
Abdoezjaparov ·
Allocchio ·
Belli ·
Bono ·
Bortolami ·  
D. Bramati ·
L. Bramati ·
Cortinovis ·
da Silva ·
Fondriest ·
Gualdi ·
Hontsjenkov ·
Lietti ·
Lombardi ·
Oesjakov · 
Spruch ·
Svorada ·  
Szerszynski · 
Tonkov ·
Zen ·
Totschnig (stagiair)
Abdoezjaparov ·
Boscardin ·
Brasi ·
Bugno ·
Fidanza ·
Gotti · 
Imanaka ·
Martinelli ·
Oesjakov ·
Pelliccioli ·
Peron ·
Scirea ·
Totschnig ·
Wernli ·
Zjdanov ·
Baldinger (stagiair) ·
Pistore (stagiair)
Baldinger ·
Boyer ·
Brasi ·
Chaurreau ·
Crepaldi ·
Fidanza ·
Gianetti · 
Gualdi ·  
Imanaka ·
Leblanc  ·
Lombardi ·
Martinelli ·
Oesjakov ·
Pelliccioli ·
Pianegonda ·
Pistore ·
Scirea ·
Totschnig ·
Celestino (stagiair) ·
Frutti (stagiair) ·
Valoti (stagiair)
Baldinger ·
Brasi ·
Calzavara ·
Celestino ·
Chaurreau ·
Crepaldi ·
Gianetti · 
Gualdi · 
Guerini ·
Guesdon · 
Imanaka ·
Leblanc ·
Lombardi ·
Oesjakov ·
Pianegonda ·
Quaranta ·
D. Rebellin ·
S. Rebellin ·
Totschnig ·
de Vries ·
Colleoni (stagiair) ·
Sacchi (stagiair) ·
Valoti (stagiair)
Aldag ·
Bölts ·
Corvers ·
Dietz ·
Henn ·
Heppner ·
Holm ·
Hundertmarck ·
Kummer ·
Lafis · 
Lombardi ·
Ludwig (tot 15/02) ·
Riis ·
Schaffrath ·
Totschnig ·
Ullrich ·
Wesemann ·
Zabel
Aldag ·
Baldinger ·
Blaudzun ·
Bölts ·
Dietz ·
Frattini ·
Henn ·
Heppner ·
Hundertmarck ·
Klöden ·
Lombardi ·
Müller ·
Riis ·
Schaffrath ·
Totschnig ·
Ullrich ·
Wesemann ·
Zabel
Aldag ·
Baldinger ·
Bölts ·
Elli ·
Frattini ·
Grabsch ·
Guerini ·
Henn ·
Heppner ·
Hondo ·
Hundertmarck ·
Jaksche ·
Klöden ·
Lombardi ·
Riis ·
Schaffrath ·
Totschnig ·
Ullrich   ·
Wesemann ·
Zabel
Aldag ·
Bölts ·
Elli ·
Fagnini ·
Grabsch ·
Guerini ·
Heppner ·
Hondo ·
Hundertmarck ·
Jaksche ·
Kessler ·
Klöden ·
Lombardi ·
Mizoerov ·
Schaffrath ·
Schreck ·
Totschnig ·
Trampusch ·
Ullrich    ·
Vinokoerov ·
Wesemann ·
Zabel
Hardter ·
Haselbacher ·
Hempel ·
van Kessel ·
Morini ·
Mühlbacher · 
Ordowski ·
Peschel ·
Pollack ·  
Rich · 
Ruškys ·
Sauerborn ·
Schmidt ·
Scholz ·
Steinhauser · 
Strauss ·
Totschnig ·
Weigold · 
Wrolich
Betz ·
Contrini ·
Faresin ·
Hardter ·
Haselbacher ·
Lang ·
Larsen · 
Morini ·
Ordowski ·
Peschel ·
Pollack ·  
Rastelli ·
Rebellin ·
Rich · 
Ruškys ·
Schmidt ·
Scholz ·
Steinhauser · 
Strauss ·
Totschnig ·
Wegmann ·
Weigold · 
Wrolich ·
Krauß (stagiair) 
Bölts ·
Contrini ·
Faresin ·
Förster ·
Hardter ·
Haselbacher ·
Krauß ·
Lang ·
Nitsche · 
Ordowski ·
Peschel ·
Pollack ·  
Rastelli ·
Rebellin ·
Rich · 
Schmidt ·
Scholz · 
Strauss ·
Totschnig ·
Trampusch ·
Wegmann ·
Weigold · 
Wrolich ·
Zberg ·
Russ (stagiair)
Faresin ·
Förster ·
Fothen ·
Hardter ·
Haselbacher ·
Hondo ·
Krauß ·
Lang ·
Montgomery ·
Ordowski ·
Peschel ·
Pollack ·  
Rebellin ·
Rich · 
Schmidt ·
Scholz · 
Serpellini ·
Strauss ·
Totschnig ·
Wegmann ·
Wrolich ·
B. Zberg ·
M. Zberg ·
Ziegler ·
Russ (stagiair)
Förster ·
Fothen ·
Haselbacher ·
Høj ·
Hondo (tot 14/04) ·
Krauß ·
Lang ·
Leipheimer ·  
Moletta ·  
Montgomery ·
Ordowski ·
Peschel ·
Rebellin ·
Rich · 
Russ ·  
Schmidt ·
Scholz · 
Serpellini ·
Strauss ·
Totschnig ·
Wegmann ·
Wrolich ·
B. Zberg ·
M. Zberg ·
Ziegler ·
Haussler (stagiair) ·
Martin (stagiair) ·
Meschenmoser (stagiair) ·
Muck (stagiair) 
Förster ·
M. Fothen ·
T. Fothen ·
Haselbacher ·
Haussler ·
Hiekmann ·
Høj ·
Kopp ·
Krauß ·
Lang ·
Leipheimer ·  
Moletta ·  
Montgomery ·
Ordowski ·
Rebellin ·
Rich · 
Russ ·  
Scholz · 
Schumacher · 
Strauss ·
Totschnig ·
Wegmann ·
Wrolich ·
B. Zberg ·
M. Zberg ·
Fröhlinger (stagiair) ·
Keinath (stagiair) 
- Gemeinsame Normdatei: 129910902
- International Standard Name Identifier: 0000 0000 1720 7252
- Virtual International Authority File: 65099281
- WorldCat: E39PBJycHbbHDBjhV3GffyJxDq